# Skævinge Kommune
| Strukturdaten       | Strukturdaten    |
| ------------------- | ---------------- |
| Sitz der Verwaltung | Skævinge         |
| Fläche              | 68,44 km²        |
| Einwohner           | 5.886 (2004)     |
| Kommune seit 2007   | Hillerød Kommune |

Skævinge Kommune war bis Dezember 2006 eine dänische Kommune im damaligen Frederiksborg Amt im Norden der Hauptinsel Seeland. Seit Januar 2007 ist sie zusammen mit der “alten” Hillerød Kommune Teil der neuen Hillerød Kommune.